# Pseudodrephalys hypargus
Pseudodrephalys hypargus là một loài bướm thuộc họ Bướm nhảy.
Pseudodrephalys hypargus thường được tìm thấy ở Venezuela (vùng Amazonas), Guyana, French Guiana, Brasil (Amazonas, Para, Mato Grosso, Rondonia), Peru (Madre de Dios).

## Hình ảnh

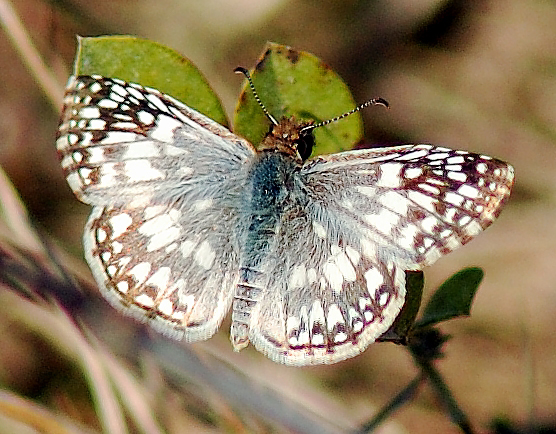
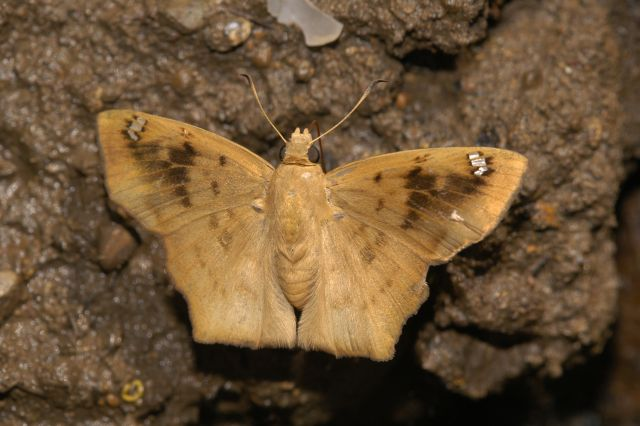
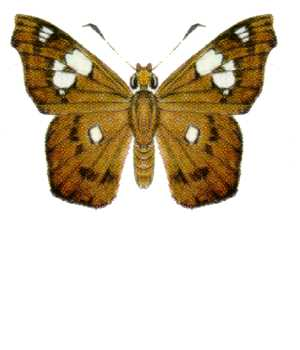
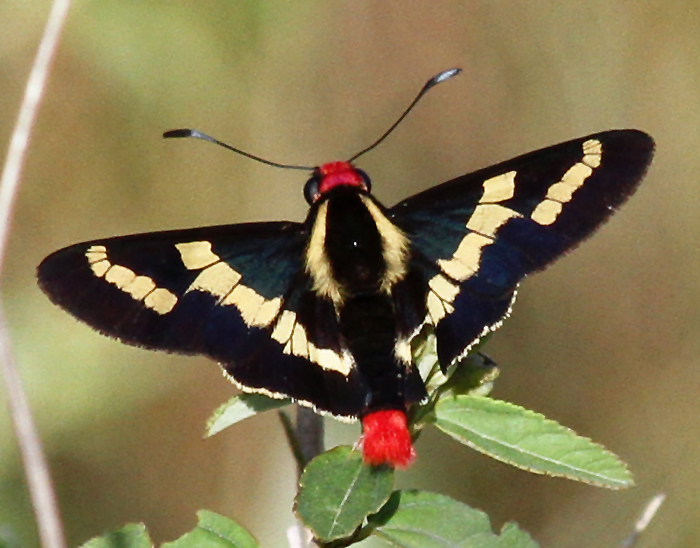